# 萨万娜·菲茨帕特里克
萨万娜·菲茨帕特里克（英語：Savannah Fitzpatrick，1995年2月4日—），澳大利亚女子曲棍球运动员。她曾代表澳大利亚国家队参加2018年英联邦运动会曲棍球比赛，获得一枚银牌。

## 家庭
妹妹麦迪逊·菲茨帕特里克。